# Federação de Voleibol de Timor-Leste
A Federação de Voleibol de Timor-Leste (FVTL) é uma organização fundada em 2004 que governa a pratica de voleibol em Timor-Leste, sendo membro da Federação Internacional de Voleibol e da Confederação Asiática de Voleibol, a entidade é responsável por organizar os campeonatos nacionais de voleibol masculino e feminino no país.